# Jakob Pirnat
Jakob Pirnat, slovenski pravnik in mecen, * 20. julij 1847, Laze, † 8. junij 1924, Laze.

## Življenje in delo
Pirnat je leta 1871 končal študij prava v Gradcu in se kot odvetniški pripravnik zaposlil v Celju, potem v Radgoni in ponovno v Celju (1874–1887). Samostojno odvetništvo je nastopil v Kamniku (1878), vendar je poklic odvetnika kmalu opustil ter se vrnil v Velenje in bil tam mnogo let ravnatelj Šaleške hranilnice in posojilnice, ter tudi sicer deloval v zadružništvu. V starosti je živel odmaknjeno in čudaško življenje v svoji razpadajoči graščini Laze pri Velenju. Svoje znatno premoženje v vrednosti 640.018 din je zapustil raznim ustanovam.